# Plejad (1905)
Plejad, officiellt HM Torpedbåt Plejad, var en torpedbåt i svenska flottan. Huvudbestyckningen utgjordes av två 45 cm torpedtuber, en fast i stäven och en svängbar på akterdäck, och den sekundära bestyckningen av två snabbskjutande 37 mm kanoner. Plejad byggdes på det franska varvet Augustin Norman & co i Le Havre och sjösattes den 19 juni 1905. Den 12 augusti samma år levererades hon till Marinen. 1926 omklassades Plejad till vedettbåt varpå torpedutrustningen togs bort. Hon kom dock aldrig att rustas i denna roll och utrangerades redan 1930. 1942 sänktes hon som skjutmål. 